# Francesco Misiano
Francesco Misiano (Ardore, 26 giugno 1884 – Mosca, 16 agosto 1936) è stato un politico e produttore cinematografico italiano.
Dirigente sindacale e politico comunista, fu un convinto antimilitarista negli anni della Grande Guerra. Accusato di diserzione, visse in esilio in Svizzera ed in Germania dove prese parte alla rivolta spartachista. Rientrato in Italia, fu eletto deputato nelle file del Partito Socialista nel 1919 e in quelle del Partito Comunista d'Italia nel 1921. In quegli stessi anni divenne uno dei primi obbiettivi dello squadrismo fascista che lo accusava di diserzione, disfattismo e tradimento. Ripetutamente aggredito e picchiato, fu persino cacciato con la violenza dalla Camera dei deputati da un gruppo di parlamentari fascisti il primo giorno della XXVI legislatura. Riconosciuto colpevole di diserzione da un tribunale, fu dichiarato decaduto dalla carica di deputato. Costretto poi a fuggire all'estero per le costanti minacce alla sua vita da parte dei fascisti, riparò in Unione Sovietica dove lavorò nell'industria cinematografica.

## Biografia

### La gioventù
Francesco Misiano nacque ad Ardore, un piccolo paese che sorge lungo la costa ionica in provincia di Reggio Calabria, in una modesta famiglia da Giuseppe e da Carolina Zagarese. Secondo di cinque figli, passò l'adolescenza a Palizzi dove la madre insegnava. Il padre era un sarto che, da autodidatta, dava consigli legali ai contadini della zona, la madre una insegnante-istitutrice. Studiò nel collegio francescano di Assisi.  Si diplomò ragioniere. Nel 1907 si trasferì a Napoli, per ragioni dovute al suo lavoro di impiegato delle Ferrovie dello Stato. Proprio a Napoli, l'anno successivo, aderì al Partito Socialista Italiano da segretario della federazione socialista e del sindacato dei ferrovieri, e tre anni più tardi, nel 1911, fu iniziato alla massoneria nella loggia "Giovanni Bovio". Sempre nel 1911 sposò Maria Conti, una maestra elementare, dalla quale ebbe tre figli. Abbandonò comunque la libera muratoria nel 1914, all'indomani del congresso di Ancona del PSI, optando per l'appartenenza socialista, dove si schierò con la frazione intransigente, contraria a una partecipazione del partito al governo.   

### L'inizio della carriera politica e l'antimilitarismo
Licenziato dalle FS nel giugno 1914 per aver tentato di bloccare la circolazione dei treni in segno di solidarietà con vittime della Settimana rossa di Ancona, Misiano divenne dapprima corrispondente dell'Avanti!, poi, nel novembre successivo, fu trasferito a Torino dove divenne dirigente del sindacato dei ferrovieri. Nel capoluogo piemontese continuò l’opera intrapresa a Napoli, condividendo le lotte del proletariato contro l’entrata in guerra dell’Italia. Convinto anti-interventista e antimilitarista, fu arrestato per aver preso parte alla manifestazione contro la guerra del 17 maggio 1915. Scontati cinque mesi di carcere, nel marzo del 1916 fu richiamato alle armi ed assegnato a Cuneo
Convinto della necessità di continuare la propaganda antimilitarista nelle file stesse dell'esercito, fece richiesta per l'ammissione al corso ufficiali, per ottenere più ampi margini di manovra. In considerazione delle sue ben note idee rifiutò la richiesta. Anzi, il 13 maggio, senza alcun preavviso, alla sua compagnia fu ordinato di partire per il fronte l'indomani stesso. Quella notte, insieme ad altri soldati, Misiano si allontanò dalla caserma per salutare la propria famiglia e, quando stava per tornare agli alloggiamenti, venne raggiunto dalla notizia che lui solo, di tutti i commilitoni che si erano assentati, era stato dichiarato disertore.
Per evitare una sicura condanna, organizzata ad arte per colpire quello che era considerato un pericolosissimo elemento sovversivo, riparò a Zurigo, dove entrò in contatto con tanti disertori italiani, tra i quali il suo amico Bruno Misefari, l'"Anarchico di Calabria". A Zurigo divenne collaboratore del Partito Socialista Svizzero e nel luglio 1916 prese il posto di Angelica Balabanoff alla direzione de L’Avvenire del lavoratore, giornale fondato nel 1898, che, sotto la sua direzione, oltre ad avviare una campagna per l’espulsione delle frange riformiste, evidenziò la netta contrarietà al conflitto e la difesa della neutralità, in linea con le risoluzioni assunte dalla conferenza di Zimmerwald del settembre 1915. Ebbe modo di conoscere Lenin, dal quale fu invitato a Mosca per occuparsi della propaganda in lingua italiana; tenne diverse conferenze a Ginevra sulla situazione seguita alla rivoluzione bolscevica; fu ideatore della Società dei senza patria, presente in diverse città.
Il 9 maggio 1918, in seguito al ritrovamento di alcune bombe nel fiume Limmat e nella sede del giornale, le autorità di polizia zurighesi, avanzarono il sospetto che fosse tra i promotori di un progetto insurrezionale e procedettero al suo fermo. Avuto inoltre sentore di un probabile arresto per lo sciopero generale del 9 novembre 1918 che aveva indotto le autorità a militarizzare la città, alla fine del mese decise di raggiungere Mosca, chiamato dalla Balabanoff per dirigere un giornale diretto ai volontari del corpo di spedizione italiano in Russia. Fermatosi a Monaco di Baviera e incontrati i dirigenti della Lega di Spartaco, Misiano fece propaganda presso i prigionieri italiani in attesa del loro rientro.
Si recò poi a Berlino, dove nel gennaio del 1919 prese parte ai moti spartachisti. Assieme ad altri rivoluzionari italiani che si erano uniti agli spartachisti combatté resistendo per ben sei giorni nell'edificio del giornale Vorwärts (l’organo di stampa del Partito socialdemocratico tedesco, la cui sede berlinese fu occupata dagli spartachisti dal 6 all’11 gennaio 1919) all'attacco dei "Freikorps". Finite le munizioni, Misiano fu tra gli arrestati che non vennero passati per le armi e fu condannato a una pena di dieci anni di carcere. A seguito di una campagna di protesta dei lavoratori italiani, che lo elessero al parlamento, e con l’appoggio dei socialdemocratici di sinistra tedeschi, fu liberato e fece ritorno in Italia; rimesso in libertà provvisoria grazie all’interessamento del PSI, tramite Oddino Morgari e Gustavo Sacerdote, non poté rientrare a Zurigo a causa dell’espulsione deliberata nel frattempo (4 novembre) dal consiglio federale «per aver messo in pericolo la sicurezza della Svizzera».

### Il rientro in Italia e le persecuzioni fasciste
Nelle elezioni del novembre 1919, il Partito socialista lo candidò a Napoli e Torino. Risultato eletto in entrambi i collegi, al rientro dalla Germania optò per la circoscrizione torinese. Oltre alla carica di parlamentare accettò quella di segretario della Camera del Lavoro di Napoli, alla cui guida sostenne il movimento contro il caroviveri e appoggiò l’occupazione delle fabbriche. Il suo maggiore impegno lo profuse tuttavia nella costruzione del Partito comunista. In questo periodo Misiano iniziò a collaborare col giornale di Amadeo Bordiga Il Soviet, dove pubblicò una serie di articoli in cui, cercando di trovare una linea di mediazione fra il progetto socialista e le indicazioni della III Internazionale, auspicava in Italia un partito «collegato alle masse, tatticamente flessibile e insieme espressione fedele della classe operaia».

La sua elezione a deputato innescò le ire dei nazionalisti e del neonato movimento fascista che vedevano in lui l'esempio massimo del disfattismo. La spirale persecutoria fu innescata nell’agosto del 1920 quando Misiano raggiunse Fiume, dove prevedeva di effettuare una serie di comizi di propaganda per sollevare la classe operaia fiumana contro D'Annunzio. Come reazione, quest'ultimo emise un bando di proscrizione che equivaleva ad una sommaria condanna a morte da infliggersi "a ferro freddo" (cioè a vista).

L'ordine di uccidere Misiano di Gabriele D'Annunzio

Riconosciuto da un gruppo di nazionalisti in una spiaggia di Fiume, fu costretto a scappare gettandosi in mare. Riparato fortunosamente a Trieste, fu ricoverato e gli fu diagnosticata una grave polmonite. Temendo per la sua vita, dopo un breve ricovero lasciò di nascosto la città giuliana alla volta di Bologna. Anche qui però le persecuzioni non si fermarono, nel settembre 1920 fu riconosciuto in un bar bolognese e costretto alla fuga.

Nel gennaio 1921 partecipò al XVII Congresso del PSI e alla successiva fondazione del Partito Comunista d'Italia, venendo incluso nel comitato centrale come rappresentante dei massimalisti di sinistra e diventandone anche deputato. Nel marzo successivo Misiano finì nuovamente nel mirino dei fascisti. La sua casa di Napoli fu infatti assediata da circa 150 squadristi decisi ad impedire potesse uscire liberamente per la strada. Nelle elezioni del maggio 1921, fu rieletto solo a Torino con 52.893 preferenze (il più votato), in quanto a Napoli, pur riportando 3.570 preferenze, il Pcd'I non raggiunse il quorum necessario per un seggio. Il giorno della seduta inaugurale della XXVI legislatura del Regno d'Italia, 13 giugno 1921, Misiano fu vittima di un episodio squadrista all'interno di Montecitorio. Mentre transitava nel corridoio del "Transatlantico", fu infatti aggredito da circa trenta deputati fascisti (i primi ad entrare alla Camera) guidati da Silvio Gai e Giuseppe Bottai, percosso e costretto ad uscire dal Parlamento con la forza. L'aggressione a Misiano a Montecitorio rappresentò un fatto senza precedenti e che segnò ulteriormente la crisi dello stato liberale. Nel dibattito in aula che seguì il socialista Giuseppe Emanuele Modigliani protestò e richiese che la seduta fosse ripresa solo al rientro di Misiano. Il fascista Roberto Farinacci invece mostrò al presidente del Consiglio Giovanni Giolitti una pistola che dichiarò di aver sottratto al parlamentare comunista. Cesare Maria De Vecchi dichiarò di "aver sputato in faccia quattro volte" a Misiano e di "essere pronto a rifarlo per impedire che la sporca figura del disertore continui ad insozzare il Parlamento italiano." Mussolini commentò che "il Gruppo parlamentar e fascista ha mantenuto l'impegno morale preso dinanzi al corpo elettorale: l'impegno, cioè, di impedire l'entrata in Parlamento all'ormai famigerato disertore Misiano". Antonio Gramsci invece dichiarò che: 
In seguito alle accuse dei deputati della destra, che tentavano di attribuire la sua diserzione a codardia, con la tacita approvazione del centro e di una parte degli stessi socialisti, Misiano rispose con fierezza direttamente nell'aula parlamentare, rivendicando le sue motivazioni ideali:
Nei mesi successivi i parlamentari fascisti continuarono a minacciare di buttare fuori Misiano dall'aula a forza, ma il deputato poté continuare il mandato elettorale grazie alla protezione e al supporto dei suoi compagni di partito. Nel novembre 1921 fu processato dal tribunale militare di Palermo e riconosciuto colpevole di diserzione e condannato a 10 anni reclusione in carcere. La pena fu sospesa per effetto di un'amnistia, tuttavia la condanna rimase poiché la corte dichiarò che la difesa non si era mossa nei tempi giusti per poter usufruire di una seconda amnistia. Non fu presentato alcun ricorso. Nel dicembre seguente i fascisti cercarono nuovamente di aggredirlo nei corridoi del Parlamento. I deputati di Mussolini cercarono inoltre di bloccare i lavori dell'aula ogni qualvolta fosse presente Misiano invitando gli altri parlamentari ad abbandonare i seggi. Il 20 dicembre 1921 la Camera dei deputati votò a maggioranza per la revoca del suo mandato elettorale. La motivazione ufficiale si aggrappò ad una sottigliezza giuridica relativa al suo status di «condannato per reati politici compiuti in territorio germanico dopo la conclusione dell’armistizio», non giudicabili «alla stregua di quella dei nostri ex-prigionieri di guerra», e sul fatto che, una volta rientrato dalla Germania con passaporto tedesco vistato il 1º dicembre, Misiano si era presentato solo il 7 dicembre 1919 alle autorità del Regno per regolarizzare la sua posizione ed usufruire dell'amnistia per i disertori.
Riconosciuto da un gruppo di fascisti all'interno del Politeama Margherita fu nuovamente accusato di essere un disertore e costretto ad allontanarsi. Per sottrarsi a ulteriori violenze, su decisione del Comitato Centrale il 23 giugno emigrò per qualche tempo in Unione Sovietica, da cui fece ritorno nell’ottobre seguente. Per evitare altre rappresaglie predilesse allora località ritenute più sicure: Piombino, dove partecipò a una serie di manifestazioni a favore della liberazione di Nicola Sacco e Bartolomeo Vanzetti, e Novi Ligure, dove commemorò l’anniversario della rivoluzione russa. Quando si rese conto che l’accanimento verso la sua persona non cessava, il 15 dicembre 1921, non senza qualche difficoltà burocratica, attraversò la frontiera al Brennero e, fatto segno di un ultimo oltraggio a Innsbruck, proseguì per l’Unione Sovietica, dove fissò la sua residenza insieme con la moglie Maria e le due figlie, Carolina e Ornella. Il figlio minore Walter, nato solo nel 1920 con difficoltà fisiche rimase coi nonni, genitori di Francesco e cogli zii.

### Misiano in URSS: l'attività cinematografica e la disgrazia
In esilio, prima in Germania, poi nell'URSS, fu membro dell'Esecutivo del Profintern, successivamente, nel 1924 il Soccorso Operaio Internazionale (S.O.I.) affidò a Misiano il compito di fondare a Mosca una casa di produzione cinematografica, che prese il nome di Mežrabpom, della quale diventò presidente. Proprio con la Mežrabpom, Misiano iniziò la sua carriera di produttore cinematografico. La sua casa realizzò, a partire dagli anni venti, 160 opere di finzione e 240 documentari. I titoli più noti furono La Madre, La fine di San Pietroburgo e Tempeste sull'Asia (titolo originale: Potomok Čingiz-Chana) di Vsevolod Pudovkin, Aėlita di Jakov Aleksandrovič Protazanov, Il cammino verso la vita di Nikolaj Ėkk.
Misiano fu distributore in Germania de La corazzata Potëmkin di Ėjzenštejn, riuscendo addirittura ad invitare a Mosca Douglas Fairbanks e Mary Pickford nel 1926. Con Hitler al potere, nel 1933 accolse nella Mezrapbom registi, sceneggiatori e intellettuali in fuga dal nazismo. Tra i nomi più noti ci furono Erwin Piscator, Hans Richter, Joris Ivens, Béla Balázs. Nel 1936, allorché l'Italia entrò in guerra con l'Etiopia, chiese di essere inviato nel Corno d'Africa per una missione antifascista, ma la richiesta fu respinta.
In alcuni resoconti posteriori, soprattutto in chiave propagandistica, la sua morte è stata associata alle prime fasi delle repressioni staliniane, con vaghe allusioni a presunte “deviazioni trockiste”.  Tuttavia, non esiste alcuna documentazione o testimonianza coeva che confermi accuse formali di trockismo nei suoi confronti. Fino alla fine, Misiano mantenne incarichi pubblici e godette della stima di ambienti culturali sovietici. Nel 1936 si aggravò una vecchia malattia epatica. Morì stroncato dalla grave malattia, il 16 agosto 1936, all'età di soli 52 anni in un sanatorio vicino a Mosca.  Nel 1976 le ceneri di Francesco Misiano e Maria Conti sono state tumulate a Roma.

### Famiglia
Francesco Misiano si sposò nel 1911 con Maria Conti, una maestra elementare. La cerimonia ebbe luogo in Italia, poco prima che la sua intensa attività politica e sindacale lo costringesse a lasciare il Paese. Dalla loro unione nacquero diversi figli: Carolina, nata nel 1913, storica specializzata in storia dell'età moderna e contemporanea dell’Italia e docente presso l’Università Statale di Mosca; Ornella, nata nel 1915, meno nota ma presente nelle memorie storiche dell’ambiente antifascista e comunista; e Gualtiero (chiamato dalla famiglia Walter), nato nel 1920, che divenne un noto cantante sovietico. Walter rimase a vivere a Napoli e si trasferì solo nel 1940. La famiglia proseguì la sua tradizione d'impegno culturale e scientifico attraverso le generazioni successive: i nipoti Aleksandr (Sandro), figlio di Ornella, divenuto ingegnere, Viktor, nato nel 1957 a Mosca, teorico dell’arte e curatore, e il pronipote Andrej, nato nel 1987, antropologo e curatore.

## La figura di Misiano nella cultura
Mario La Cava, nel suo romanzo I fatti di Casignana, ambientato nel periodo 1919-1923, rievoca Misiano con queste parole: 